# Siitinjärvi
Siitinjärvi är en sjö i kommunen Orivesi i landskapet Birkaland i Finland. Sjön ligger 144,6 meter över havet. Arean är 44 hektar och strandlinjen är 7,8 kilometer lång. Sjön  ingår i Kumo älvs huvudavrinningsområde.   Den ligger omkring 30 km nordöst om Tammerfors och omkring 170 km norr om Helsingfors. 